# Campeonato Europeo de Lucha de 2002
El LIV Campeonato Europeo de Lucha se celebró en tres sedes distintas. Las competiciones de lucha grecorromana y de lucha libre femenina en Seinäjoki (Finlandia) entre el 13 y el 14 de abril y las de lucha libre masculina en Bakú (Azerbaiyán) entre el 3 y el 4 de mayo de 2002. Fue organizado por la Federación Internacional de Luchas Asociadas (FILA) y las correspondientes federaciones nacionales de los países sedes respectivos.

## Resultados

### Lucha grecorromana masculina
| Evento | Oro                       | Plata                          | Bronce                             |
| ------ | ------------------------- | ------------------------------ | ---------------------------------- |
| 55 kg  | Renat Bikkinin · Rusia    | Tanio Tenev Bulgaria           | Dariusz Jabłoński · Polonia        |
| 60 kg  | Armen Nazarian Bulgaria   | Rustem Mambetov · Rusia        | Djamel Ainaoui Francia             |
| 66 kg  | Şeref Eroğlu Turquía      | Manuchar Kvirkvelia Georgia    | Mijael Beilin Israel               |
| 74 kg  | Badri Jasaia Georgia      | Varteres Samurgashev · Rusia   | Marko Yli-Hannuksela · Finlandia   |
| 84 kg  | Hamza Yerlikaya Turquía   | Ara Abrahamian · Suecia        | Viachaslau Makaranka · Bielorrusia |
| 96 kg  | Gogui Koguashvili · Rusia | Serguei Lishtvan · Bielorrusia | Davyd Saldadze · Ucrania           |
| 120 kg | Yuri Patrikeyev · Rusia   | Mihály Deák-Bárdos · Hungría   | Juha Ahokas · Finlandia            |

### Lucha libre masculina
| Evento | Oro                               | Plata                          | Bronce                       |
| ------ | --------------------------------- | ------------------------------ | ---------------------------- |
| 55 kg  | Nazim Əlicanov Azerbaiyán         | Ghenadie Tulbea Moldavia       | Alexandr Kontoyev · Rusia    |
| 60 kg  | Arif Kama Turquía                 | Vasyl Fedoryshyn · Ucrania     | Arif Abdullayev Azerbaiyán   |
| 66 kg  | Zaur Botayev · Rusia              | Elman Əsgərov Azerbaiyán       | Nikolai Paslar Bulgaria      |
| 74 kg  | Árpád Ritter · Hungría            | Murad Gaidarov · Bielorrusia   | Magomed Isagadzhiyev · Rusia |
| 84 kg  | Sazhid Sazhidov · Rusia           | Beibulat Musayev · Bielorrusia | Revaz Mindorashvili Georgia  |
| 96 kg  | Kuramagomed Kuramagomedov · Rusia | Eldar Kurtanidze Georgia       | Fatih Çakıroğlu Turquía      |
| 120 kg | David Musulbes · Rusia            | Davit Otiasvili Georgia        | Zekeriya Güçlü Turquía       |

### Lucha libre femenina
| Evento | Oro                                | Plata                      | Bronce                        |
| ------ | ---------------------------------- | -------------------------- | ----------------------------- |
| 48 kg  | Inga Karamchakova · Rusia          | Brigitte Wagner · Alemania | Angélique Berthenet Francia   |
| 51 kg  | Olga Smirnova · Rusia              | Ida Hellström · Suecia     | Inesa Rebar · Ucrania         |
| 55 kg  | Tetiana Lazareva · Ucrania         | Ida-Theres Nerell · Suecia | Gudrun Annette Høie · Noruega |
| 59 kg  | Sara Eriksson · Suecia             | Monika Michalik · Polonia  | Christina Oertli · Alemania   |
| 63 kg  | Małgorzata Bassa-Roguska · Polonia | Lene Aanes · Noruega       | Daria Nazarova · Rusia        |
| 67 kg  | Lise Legrand Francia               | Anita Schätzle · Alemania  | Anna Shamova · Rusia          |
| 72 kg  | Svetlana Martinenko · Rusia        | Nina Englich · Alemania    | Svitlana Sayenko · Ucrania    |

## Medallero
| Núm. | País        | Oro | Plata | Bronce | Total |
| ---- | ----------- | --- | ----- | ------ | ----- |
| 1    | Rusia       | 10  | 2     | 4      | 16    |
| 2    | Turquía     | 3   | 0     | 2      | 5     |
| 3    | Georgia     | 1   | 3     | 1      | 5     |
| 4    | Suecia      | 1   | 3     | 0      | 4     |
| 5    | Ucrania     | 1   | 1     | 3      | 5     |
| 6    | Azerbaiyán  | 1   | 1     | 1      | 3     |
| 6    | Bulgaria    | 1   | 1     | 1      | 3     |
| 6    | Polonia     | 1   | 1     | 1      | 3     |
| 9    | Hungría     | 1   | 1     | 0      | 2     |
| 10   | Francia     | 1   | 0     | 2      | 3     |
| 11   | Alemania    | 0   | 3     | 1      | 4     |
| 11   | Bielorrusia | 0   | 3     | 1      | 4     |
| 13   | Noruega     | 0   | 1     | 1      | 2     |
| 14   | Moldavia    | 0   | 1     | 0      | 1     |
| 15   | Finlandia   | 0   | 0     | 2      | 2     |
| 16   | Israel      | 0   | 0     | 1      | 1     |
|      | TOTAL       | 21  | 21    | 21     | 63    |